# Sarton
Sarton település Franciaországban, Pas-de-Calais megyében. Lakosainak száma 187 fő (2022. január 1.). Sarton Thièvres, Orville, Beauquesne, Marieux és Thièvres községekkel határos.

## Népesség
A település népessége az elmúlt években az alábbi módon változott:
| Lakosok száma | 182  | 181  | 183  | 184  | 187  | 189  | 192  | 187  |
|               | 2013 | 2015 | 2017 | 2018 | 2019 | 2020 | 2021 | 2022 |